# Abdul Qadir
Sir Abdul Qadir (1872–1950) là một nhà biên tập Hồi giáo. Ông là nhà lãnh đạo Hiệp hội Anjuman-i-Himayat-i-Islam năm 1941. Qadir là nhà biên tập tờ báo the Observer, tờ báo Hồi giáo đầu tiên xuất bản bằng tiếng Anh. Năm 1901 ông cho phát hành tạp chí Makhzan, một ấn phẩm tiếng Urdu. Tạp chí này đã xuất bản các tác phẩm đầu tiên của Allama Muhammad Iqbal.
Năm 1904 Qadir đến London học luật, và được làm luật sư vào năm 1907, sau đó ông trở về Ấn Độ.
Qadir đã được người Anh phong hầu vào năm 1935 và trở thành thành viên hội đồng cai quản Ấn Độ.
Cuốn sách của Sarvepalli Radhakrishnan và Mohandas Karamchand Gandhi mang tên Mahatma Gandhi có một chương do Qadir viết, trong đó ông liên hệ những trải nghiệm khách nhau của mình với những hiểu biết của Gandhi về châu Âu trong những năm 1930.